# Wolfgang Mattheuer

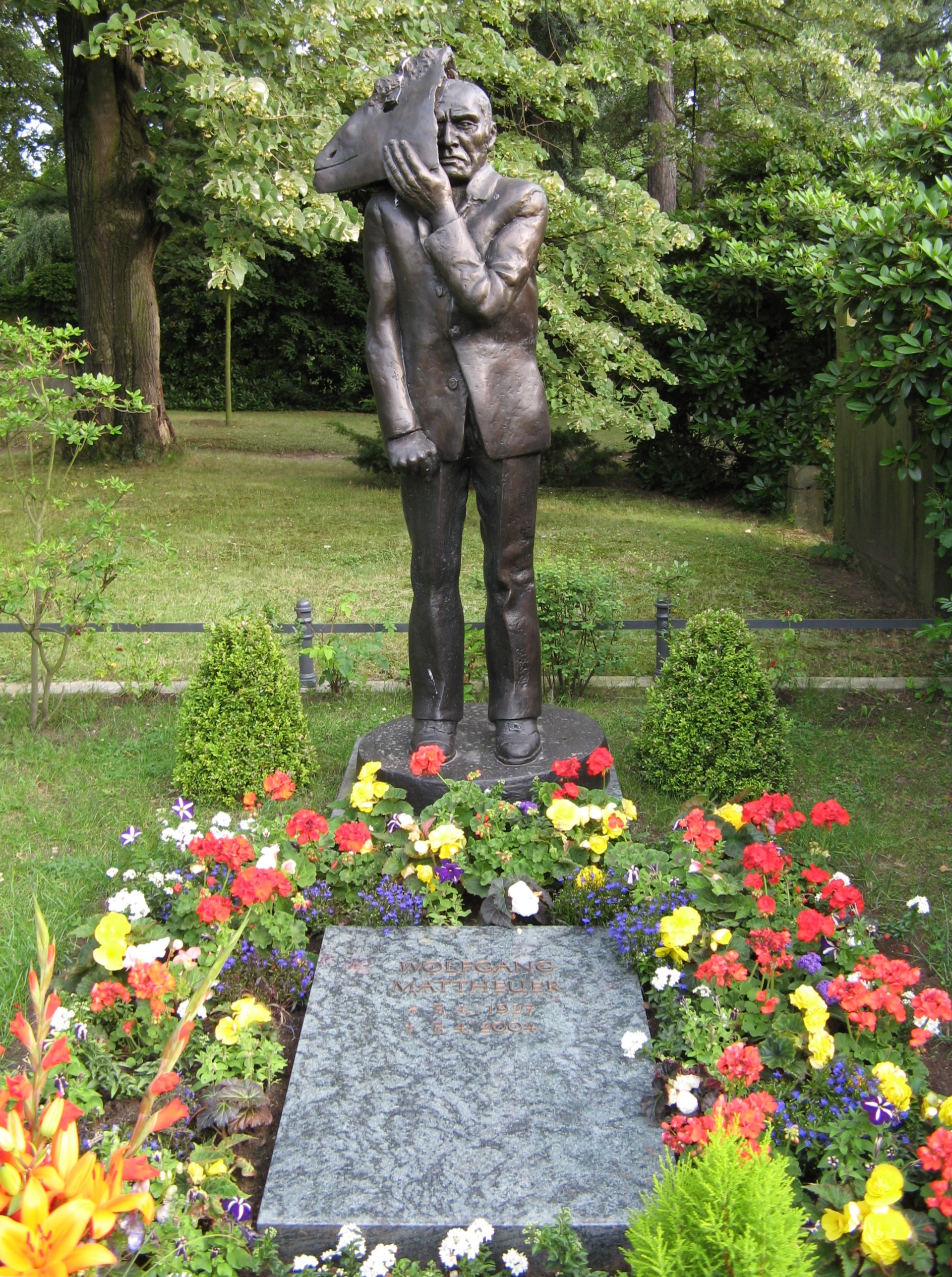
Wolfgang Mattheuer

Wolfgang Mattheuer (ur. 7 kwietnia 1927 w Reichenbach, zm. 7 kwietnia 2004 w Lipsku) – niemiecki malarz, rzeźbiarz i grafik.

## Życiorys
Początkowo zajmował się litografią; krótko po II wojnie światowej studiował w Wyższej Szkole Grafiki i Ilustracji Książkowej w Lipsku, gdzie następnie w latach 1956–1974 był wykładowcą (docent od 1953, profesor od 1965). Od 1978 był członkiem Akademii Sztuki NRD.
Razem z Wernerem Tuebke i Bernhardem Heisigiem był zaliczany do liderów tzw. plastycznej szkoły lipskiej. Otrzymał wiele nagród, m.in. Nagrodę Sztuki NRD (1973), Nagrodę Państwową II stopnia (1974), Nagrodę Państwową Sztuki i Literatury (1984).

## Twórczość
W swoich pracach nawiązał do znanych mitów (Die Flucht des Sisyphos, 1972), kreował też własne alegorie. Jego technika, zapożyczona z plakatu, charakteryzowała się płaskimi, niefakturowanymi powierzchniami, stosowaniem ostrycj konturów i jaskrawych, sztucznych barw. Odwołując się do natury jako źródła równowagi, specjalizował się w podmiejskich pejzażach.

## Znane prace
- grafika

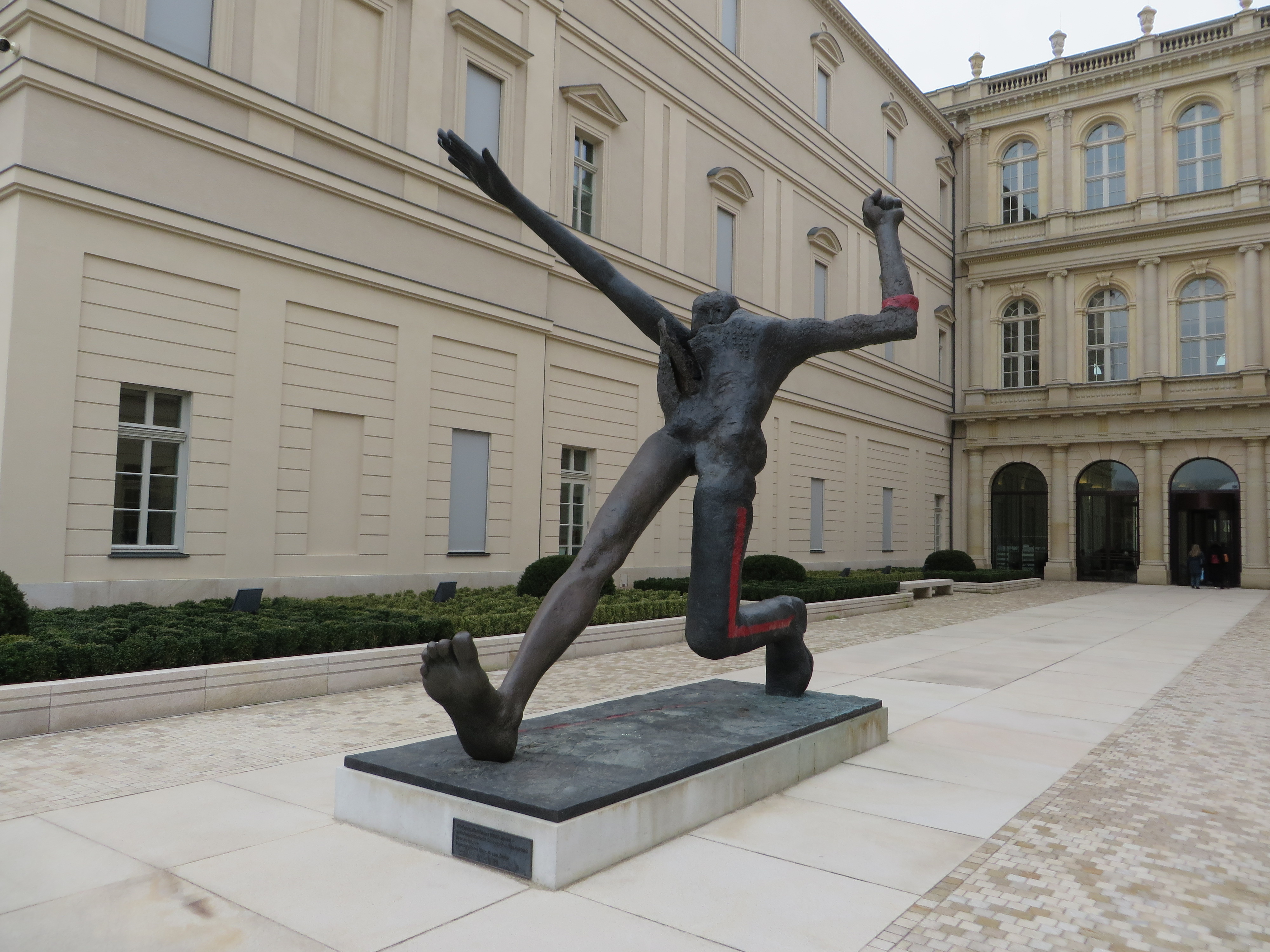
Jahrhundertschritt, rzeźba Mattheuera wystawiona w Poczdamie

  - Prometheus verläßt das Theater oder Das Ende der Aufklärung (1981)
- malarstwo
  - Kain (1965)
  - Tauwetter (1968)
  - Ein weites Feld (1973)
  - Hinter den sieben Bergen (1973)
  - Unterbuchwald (1979)
- rzeźba
  - Der Jahrhundertschritt (1984)